# كنيسة الشحارة
كنيسة الشحّارة أو كنيسة سيّدة البشارة نسبة إلى السيدة العذراء، وتلقّب الكنيسة العجائبية المقدسة هي كنيسة سوريّة تاريخية تقع في بلدة المزينة في وادي النصارى بريف حمص الغربي. تتضمن «كنيسة الشحارة» ثلاث كنائس واحدة أثرية وكنيستان حديثتان، إحداهما تحوي صالة استقبال كبيرة، إضافة إلى دار مسنين، وحضانة أطفال، وتتبع لها عدة أنشطة مثل الكشافة وغيرها. تعتبر الكنيسة مقصداً لأبناء القرية في المهجر وللمسيحيين السوريين عموماً بحكم أهميتها التاريخية والدينية.
تحتفل الكنيسة بعيد البشارة في 25 آذار، وعيد رقاد السّيدة العذراء في 15 آب إذ تعد مريم العذراء شفيعة هذه الكنيسة. الكنيسة مبنية من حجارة المنطقة البازلتّية السّوداء وتحوي على بعض الأواني المقّدسة التي ترجع إلى عام 1814، وبعض الأيقونات التي ترجع إلى عام1861، وأمّا بقايا الأيقونسطاس الخشبيّ المحفور قديمًا فهو يعود إلى عام 1889م. وتحوي الكنيسة اليوم جرن معمودية ومائدة مقدسة وأيقونسطاس من الحجر البازلتي المحفور بطريقة مزخرفة تحاكي النمط المتبع في بناء الكنائس التاريخية في سوريا.

## التاريخ القديم
سّميت ب‍(الشّحّارة) نسبةَ إلى قرية قديمة اسمها الشّحّارة تقع الكنيسة القديمة في وسطها (وهذا ما تؤكده الكتابة الموجودة على اللوحة الأثرية الفضية العائدة لعام 1814) وهي قريبة من قرية المزينّة التّي بنيت على الهضبة. وقد اندثرت هذه القرية ولم يبق من آثارها سوى هذه الكنيسة، وطاحون الشحارة، وبعض آثار البيوت والمقابر المتعددة حول القرية المندثرة. لا توجد أي أدلة على تاريخ بناء الكنيسة، لكنها تعود إلى أكثر من ألف عام تقريباً.

## تاريخ الكنيسة الحديث
في السبعينّيات من القرن الماضي ازداد سكان قرية المزينة عددًا، ونمت الكنيسة روحيًّا ومعماريًّا فشيـّدت كنيسة متّسعة ملاصقة للكنيسة القديمة.
وفي العامين 2004-2005 تمَّ ترميم الكنيسة القديمة من الدّاخل ومن الخارج بإشراف الكاهن بطرس حزوري الموقر. يأخذ البناء شكلًا أنبوبّيًا ويبلغ طول الكنيسة من الدّاخل 15م وعرضها 5.5 م، وطولها من الخارج 20م وعرضها10م. وقد أعيدت أثناء التّرميم إلى شكلها القديم حيث أزيل الإسمنت والطلاء عن الجدران، ونظفت حجارتها وكحّلت بشكل مدروس لتكون باقية على شكلها القديم التراثي. بعد اكتمال التّرميم وإزالة المظاهر الحديثة، عادت الكنيسة إلى صورتها الأثرية.
ومؤخرًا تم وضع حجر الأساس لبناء مجمع البشارة من جهود المتبرعين الذي يحوي على دار للمسنين وحضانة القديس يوحنا الروسي وعلى كنيسة القديس اسبيريدون التي تم افتتاحها عام 2017 وصالة لاستقبال التعازي وتخديم الرعية بكافة الميادين ومركزًا للمخيمات تستقبل الكنيسة زوّارها على مدار الأسبوع وفق أوقات معيّنة.

### قصص روحانية
في العشرينيّات من القرن العشرين وما تلاها حَدَثَ فيها الكثير من العجائب والأحداث الموثّقة على مرأىً من شهود عيان كظهور النّور من الكنيسة، وحمايتها لأبناء القرية المهدّدين بالغزو والمضايقات والأسفار، والكثير من الأمور والأحداث العجائبية المدونة في نشرة البطريركية 1956، وبعد ذلك في حرب 67 سمعت فيها صلوات وأصوات ملائكية لم يتبين مصدرها بعد ذلك عجائب وغرائب في تاريخ هذة الكنيسة المقدسة.